# 2014年格羅茲尼爆炸事件
2014年格羅茲尼爆炸事件（2014 Grozny bombing）是一起發生在俄羅斯車臣共和國首府格羅茲尼的恐怖攻擊事件。2014年10月5日，19歲的男子奧普提·穆達羅夫（Opti Mudarov）前往市政廳參加一場慶祝格羅茲尼之日與車臣共和國總統拉姆贊·卡德羅夫生日的集會，當安檢警方發現他舉止不尋常而將他攔下搜身時，男子引爆身上的炸彈，造成自身及五名警察喪生，並有12人遭到波及而受傷。